# Jüdischer Friedhof Werdener Straße (Ratingen)

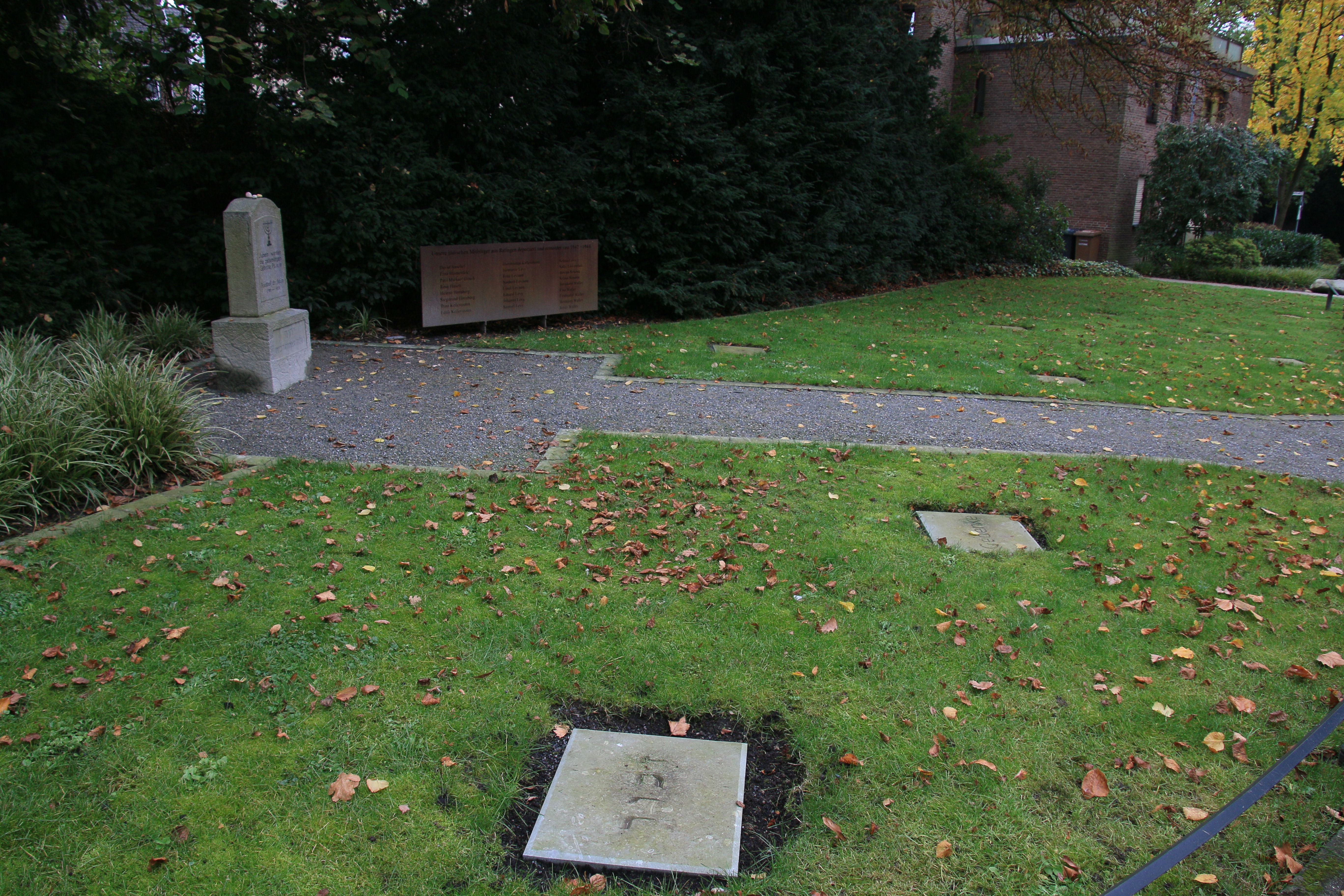
Der ehemalige jüdische Friedhof an der Werdener Straße (2015)

Der Jüdische Friedhof Werdener Straße ist eine Gedenkstätte an der Werdener Straße in Ratingen, Nordrhein-Westfalen, die an den dort früher befindlichen jüdischen Friedhof erinnert.

## Geschichte
Die jüdische Gemeinde in Ratingen bestand kontinuierlich vom Ende des 16. Jahrhunderts bis in die Zeit des Nationalsozialismus. Seit 1858 war Ratingen eine Filialgemeinde des Synagogenbezirks Düsseldorf. Die Größe der kleinen Gemeinde belief sich 1828 auf 47, 1861 auf 103 und 1927 auf 24 Mitglieder. Ein Betsaal ist 1769 bezeugt, und um 1817 konnte ein Synagogen-Neubau an der Bechemer Straße eingeweiht werden, der bis in die 1920er Jahre genutzt wurde. Das Gebäude musste 1936 verkauft werden und wurde 1940 abgerissen. 
Der jüdische Friedhof an der Werdener Straße ("Judenlindgen") wurde vor 1783 angelegt und bis 1937 belegt. In der Nacht zum 10. November 1938 wurde der Begräbnisplatz verwüstet und kurze Zeit später eingeebnet. Heute ist er als Grünanlage erhalten, auf der seit 1959 jährlich am 9. November der ermordeten Ratinger Juden gedacht wird. Grabsteine sind nicht mehr erhalten, wohl aber ein 1946 errichteter Gedenkstein, der die Aufschrift trägt: „Jubeln werden die gedemütigten Gebeine.“ (frei nach Psalm 51,10, in dem es tatsächlich heißt: „Laß mich hören Freude und Wonne, daß die Gebeine fröhlich werden, die du zerschlagen hast.“) Der Friedhof wurde 2013 neu gestaltet.